# Lies Maes

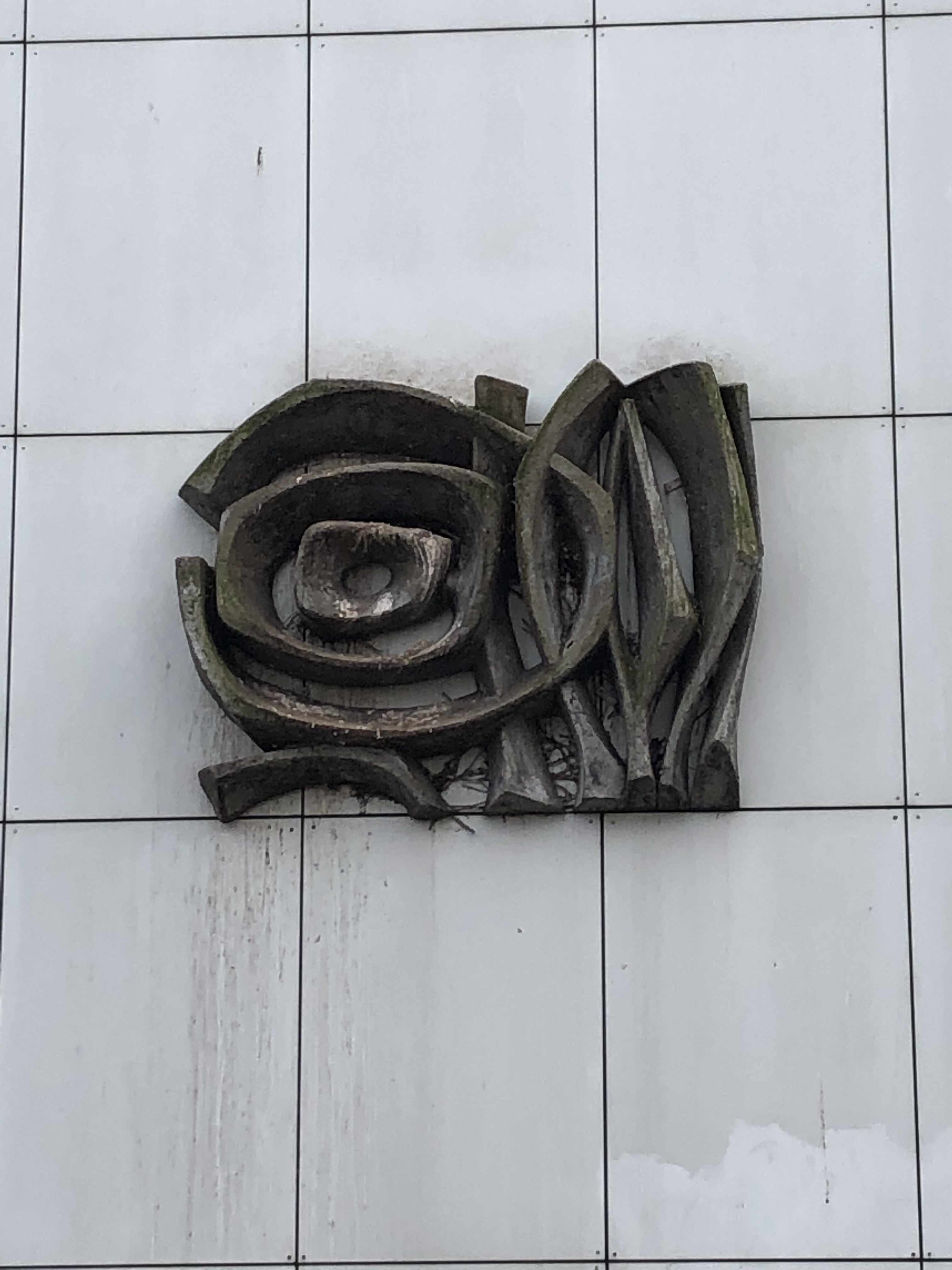
Zonder titel (1967) van Maes (gefotografeerd in januari 2020)

Elizabeth (Lies) Maes (Amsterdam, 7 oktober 1920) was een Nederlands kunstenares. Ze was beeldhouwster, fotografe, textielkunstenaar en onderwijzeres.

## Leven en werk
Lies Maes werd geboren als dochter van Johannes Leonardus Maes en Jeanne Weddige. Maes kreeg haar opleiding aan de Rijksakademie van beeldende kunsten bij Jan Bronner in Amsterdam.  Ze was van 1944 tot 1951 getrouwd met beeldhouwer Henk Dannenburg.
Maes hield zich veel bezig met educatieve activiteiten. Via Piet Klaasse raakte zij in 1952/1953 bekend met De Werkschuit, een stichting die het onderwijs wilde vernieuwen met nadruk op creativiteit; kunstenaars in het onderwijs. Ze werd door Brecht van den Muijzenberg-Willemse gevraagd om hier permanent les te komen geven. Dit deed zij tot 1967. Samen met Tine Cortel en W.A. Steenbergen bracht ze via Dijkstra’s Uitgeverij Zeist BV een boekwerk uit onder de titel Beeldend werken met kinderen (1966).
In de jaren 70 was ze voornamelijk bekend vanwege wandkleden met bloemvormen. Ze is, werkend aan een dergelijk wandkleed in haar atelier, vastgelegd door de fotograaf Pieter Boersma.

## Lijst van werken (selectie)
- Magneten (1974), Amsterdam-West
- Zonder titel (roos in ajourtechniek, 1967), Ingelandenweg, Amsterdam Nieuw-West
- Zonder titel (Roos in ajourtechniek, 1967) aan Groezestraat (voorheen aan Inlaagstraat), Amsterdam Nieuw-West
- Zonder titel, Stedelijk Museum, Amsterdam